# Simona Frapporti

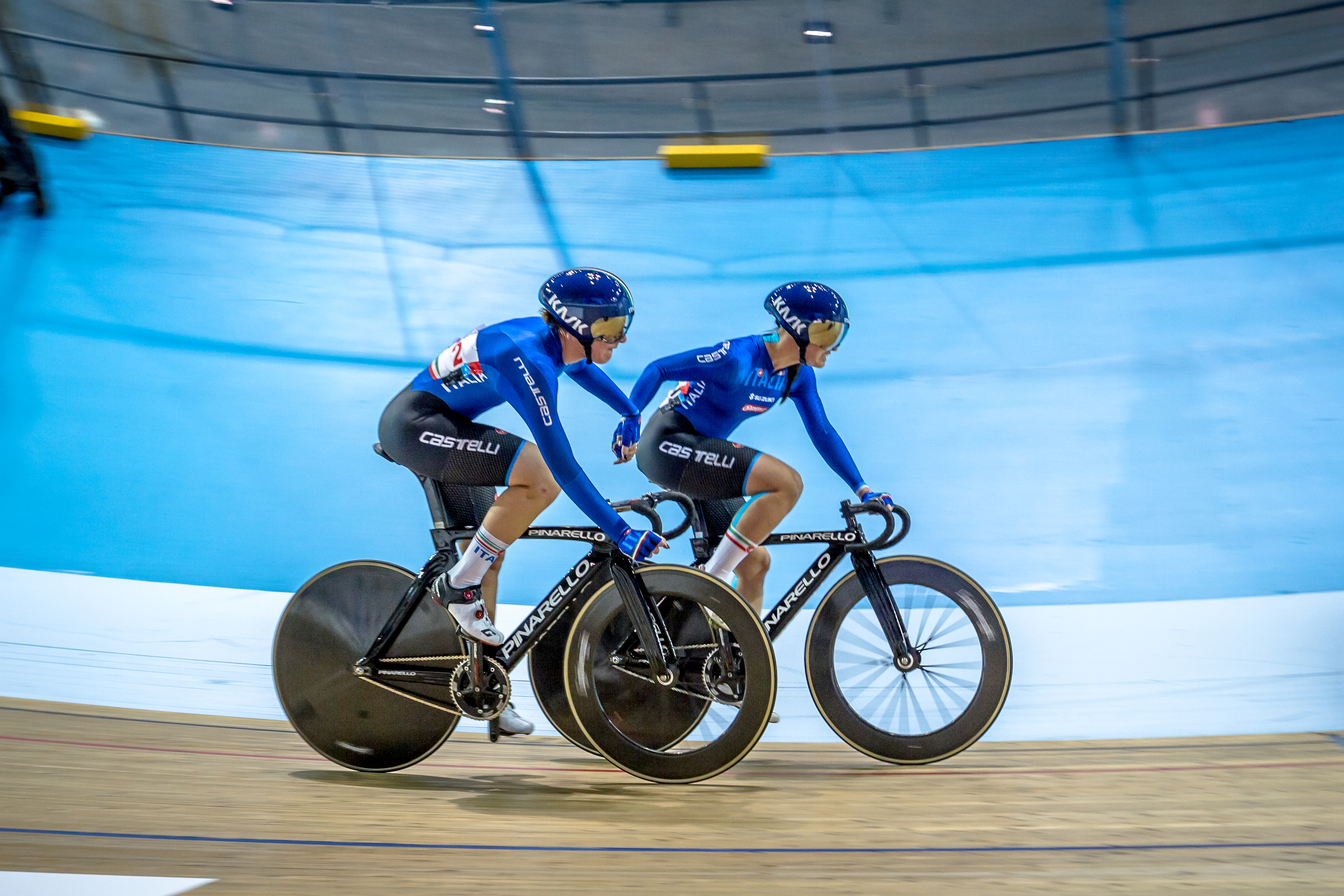
Frapporti (l.) mit Rachele Barbieri im Zweier-Mannschaftsfahren beim Bahn-Weltcup 2017 in Milton

Simona Frapporti (* 14. Juli 1988 in Gavardo) ist eine ehemalige italienische Radsportlerin, die Rennen auf Bahn und Straße bestritt.

## Sportliche Laufbahn
Simona Frapporti entstammt einer Radsportfamilie: Auch ihr älterer Bruder Marco und ihr jüngerer Bruder Mattia sind als Radrennfahrer aktiv. Auf der Bahn ist sie sowohl in Kurzzeit- wie in Ausdauerdisziplinen erfolgreich und errang nationale Titel. Ihr bisher größter Erfolg (Stand 2016) war die Bronzemedaille im Mannschaftszeitfahren bei den UCI-Straßen-Weltmeisterschaften 2014 im spanischen Ponferrada.
2016 wurde Frapporti für die Teilnahme an den Olympischen Spielen in Rio de Janeiro nominiert, wo sie gemeinsam mit Beatrice Bartelloni, Francesca Pattaro, Tatiana Guderzo und Silvia Valsecchi Rang sechs in der Mannschaftsverfolgung belegte. Damit war sie nach Einschätzung einer lokalen Internetseite die erste Sportlerin aus dem Val Sabbia, die an Olympischen Spielen teilnahm. Im selben Jahr wurde sie (mit Elisa Balsamo, Tatiana Guderzo, Francesca Pattaro und Silvia Valsecchi) Europameisterin in der Mannschaftsverfolgung.
Im Januar 2020 gewann Simona Frapporti eine Etappe der Santos Women’s Tour. Im Februar 2021 erklärten sie ihren Rücktritt vom aktiven Leistungsradsport.

## Familie
Simona Frapporti ist eine Schwester des Radrennfahrers Marco Frapporti. Um die Radsportambitionen ihrer insgesamt vier Kinder zu unterstützen, gründeten die Eltern zu Beginn von deren sportlichen Karrieren das eigene Radsportteam Team Valsebbia, dem auch Frapportis Jugendfreund Sonny Colbrelli angehörte.

## Erfolge

### Bahn
2011
- Italienische Meisterin – Mannschaftsverfolgung (mit Gloria Presti und Silvia Valsecchi)

2013
- Italienische Meisterin – Teamsprint (mit Silvia Valsecchi)

2014
- Europameisterschaft – Mannschaftsverfolgung (mit Tatiana Guderzo, Beatrice Bartelloni und Silvia Valsecchi)
- Italienische Meisterin – 500-Meter-Zeitfahren, Omnium

2016
- Italienische Meisterin – Scratch, Einerverfolgung, Omnium, Mannschaftsverfolgung (mit Silvia Valsecchi, Elisa Balsamo, Francesca Pattaro und Tatiana Guderzo), Teamsprint (mit Marta Bastianelli)
- Europameisterin – Mannschaftsverfolgung (mit Elisa Balsamo, Tatiana Guderzo, Francesca Pattaro und Silvia Valsecchi)

### Straße
2012
- eine Etappe Route de France Féminine

2014
- Weltmeisterschaft – Mannschaftszeitfahren (mit Alena Amjaljussik, Alison Tetrick, Doris Schweizer, Silvia Valsecchi und Susanna Zorzi)

2020
- eine Etappe Santos Women’s Tour

## Teams
- 2008 Cycling Team Titanedi-Frezza-Acca Due O
- 2010 Vaiano-Liverauto
- 2011 Fassa Bortolo-Servetto
- 2012 Be Pink
- 2013 Be Pink
- 2014 Astana BePink Women’s Team
- 2015 Alé Cipollini
- 2016 Hitec Products
- 2017 Hitec Products
- 2018 Hitec Products
- 2019 BePink (ab 15. März)
- 2020 BePink
- 2021 BePink (bis 25. Febr.)